# Фугасность
Фуга́сность (фр. fougasse от лат. focus «очаг, огонь») — характеристика взрывчатого вещества. Служит мерой его общей работоспособности, разрушительного, метательного и иного действия взрыва. Основное влияние на фугасность оказывает объём газообразных продуктов взрыва.

## Измерение фугасности
Точное определение истинной работоспособности связано с техническими трудностями, поэтому обычно фугасность определяют и выражают в относительных единицах по сравнению со стандартными взрывчатыми веществами (как правило, кристаллическим тротилом).
Существует несколько способов определения фугасности.
Наиболее простым и распространённым является проба Трауцля. Этот способ в Российской Федерации используется для промышленных взрывчатых веществ как стандартный по ГОСТ 4546—81. Испытание проводят путём подрыва заряда массой 10 граммов, установленного внутри свинцового цилиндра (часто называемого бомбой Трауцля). До и после подрыва заряда измеряется объём полости внутри цилиндра. Разность между ними с учётом влияния температуры и капсюля-детонатора сравнивается с результатами испытания кристаллического тротила.
Также фугасность определяют измерением работы взрыва на баллистическом маятнике.

## Сравнительная фугасность некоторых взрывчатых веществ
| взрывчатое вещество               | фугасность, см³ | тротиловый эквивалент |
| --------------------------------- | --------------- | --------------------- |
| тротил кристаллический            | 285±7           | 1                     |
| аммонит № 6ЖВ                     | 365             | 1,3                   |
| аммонал                           | 400             | 1,4                   |
| аммонит скальный № 1 прессованный | 450–460         | 1,6                   |
| гексоген                          | 480             | 1,7                   |
| нитроглицерин                     | 550             | 1,9                   |
| этиленгликольдинитрат             | 650             | 2,3                   |

## Фугасное действие взрыва
Например, при взрыве авиабомбы ФАБ-250 (масса ВВ 70-100 кг) фугасное действие создаёт избыточное давление в 10 атмосфер на дальности 6 м, скорость волны при этом равна ≈1000 м/с, что может разрушить кирпичную стену толщиной 0,5 м, а также смертельно опасно для человека. На расстоянии 14 м избыточное давление достигает около 1 атмосферы, скорость волны 460 м/с, это опасно для человека, и, возможно, потребует госпитализации.
При взрыве термобарических боеприпасов (окись этилена) объёмом 33 л ударная волна создаёт избыточное давление 20 атмосфер. Такое же давление образуется при взрыве 250 кг тротила на расстоянии 8 м. На дистанции в 3–4 радиуса (то есть 20–30 м) избыточное давление составляет 1 атм, что вполне достаточно для разрушения самолёта.

### Ядерная бомба
Для вычисления радиуса поражения ядерных взрывов используется формула:
{\displaystyle R=C\times {\sqrt[{3}]{X}}},
где R — радиус в километрах,

X — заряд в килотоннах,

C — коэффициент избыточного давления.
Для избыточного давления 0,204 атмосферы, C=1; для избыточного давления 1,361 атмосферы, C=0,28.